# Усть-Чорна (Стрітенський район)
Усть-Чо́рна (рос. Усть-Чёрная) — село у складі Стрітенського району Забайкальського краю, Росія. Входить до складу Верхньо-Куларкинського сільського поселення.

## Населення
Населення — 33 особи (2010; 49 у 2002).
Національний склад (станом на 2002 рік):
- росіяни — 98 %